# Вакино (Рязанская область)
Вакино — село в Рыбновском районе Рязанской области.

## История
В древнерусскую эпоху в 3 км к западу от села находился город Борисов-Глебов, впервые упомянутый в летописи под 1180 годом. Памятник неоднократно обследовался археологами (В. А Городцов, П. П. Ефименко, В. И. Зубков). Небольшие раскопки осуществлены А. Л. Монгайтом. Полукруглая (200 х 120 м) площадка поселения обнесена тремя линиями валов и рвов, а северо-западным краем опирается на обрывистый берег реки Оки. Кроме обломков гончарной посуды, при раскопках и случайно на городище найдены различные металлические вещи, семилопастные височные кольца, бусы, серебряная чаша, крест, блюдо и пр. Обнаружено кладбище XII — XIII вв. Судя по археологическим данным, укрепления были возведены в XII веке. Высокий холм, отделенный от основной территории поселения глубоким рвом, является городищем эпохи железного века. Отложения древнерусского времени на нём незначительны.
В XV веке эти земли, именуемые Романовское, принадлежали великой княгине Рязанской Анне Васильевне, сестре Ивана III.
С 1778 года село в составе Зарайского уезда Рязанской губернии.
В середине XIX века принадлежало Софье Дмитриевне Толстой.
В начале XX века здесь действовала земская школа. Имелись две ветряные мельницы, 4 мелочные лавки, 3 кузницы, просорушка. Велась торговля лесом.
Во 2-й половине XIX в., начала XX века село относилось к Старолетовской волости Зарайского уезда Рязанской губернии.
В 1929 году Рязанская губерния была упразднена, её территория вошла в состав укрупнённой Центрально-Промышленной области с центром в Москве, Рязанский уезд был преобразован в Рязанский округ, а в составе округа сформировали 27 районов, в том числе Рыбновский.
С 1937 года — в составе Рыбновского района Рязанской области.
С 2004 года — административный центр сельского поселения Вакинское Рыбновского района Рязанской области.
Остатки древнерусского города Борисова-Глебова, находятся в 3 км западнее села.

## Население
| 1859 | 1897  | 1906  | 2010 |
| ---- | ----- | ----- | ---- |
| 1101 | ↗1386 | ↗1797 | ↘256 |

## Статистика
- 1859—141 двор, 1101 человек
- 1906—258 дворов, 1797 человек

## Улицы
- Дачная ул.
- Колхозная ул.
- Лесная ул.
- Молодёжная ул.
- Родниковая ул.
- Садовая ул.
- Центральная ул.

## Экономика
В селе построен роботизированный молочный комплекс.

## Храмы
Борисоглебская церковь в селе Вакине была построена и освящена в 1785 году. Вместо неё в 1869 году была построена новая церковь, которая в 1881 году сгорела. До построения нового храма служба отправлялась во временной деревянной церкви.
В фонде Рязанской духовной консистории имеется дело о постройке нового каменного храма в селе Вакине Зарайского уезда за 1884—1890 годы. Над проектом храма работали инженер-архитектор Вейсс, архитектор Чистосердов, художник Николай Шумов.
В клировых ведомостях 1914 года о Борисо-Глебской церкви села Вакина Зарайского уезда Рязанской губернии указано, что «церковь построена в 1890 году тщанием бывшего местного священника Кирилла Рясского при участии Высокопреосвященного Феоктиста Архиепископа Рязанского и Министра Внутренних дел графа Димитрия Андреевича Толстого. Зданием каменная с такою же колокольней. Престолов в ней три: во имя святых благоверных князей Бориса и Глеба, святителя Димитрия Мироточивого Ростовского и святой мученицы Софии… Имеющиеся в приходе школы в селе Вакине, учрежденная в 1869 г. и деревни Кутукове церковно-приходская…»
6 января 1956 года на общем собрании колхозников села Вакина было решено просить Рыбновский райисполком и облисполком дать разрешение на слом церкви, так как ещё в марте 1923 года Рыбновский исполком просил Уполномоченного Совета по делам Русской православной церкви по Рязанской области ускорить решение о передачи церкви в распоряжение райисполкома для использования под строительство школы. 23 марта уполномоченный сообщил председателю Рыбновского РИКа о том, что здание Вакинского храма снято с учёта.
- Владимирской иконы Божией Матери